# Liga Italiana de Béisbol
La Liga Italiana de Béisbol (oficialmente denominada en inglés Italian Baseball League o IBL) es una liga de béisbol profesional que fue constituida en 2007 como paso previo a la introducción del profesionalismo en el béisbol italiano para 2010, lograda gracias a la colaboración de la Major League Baseball. La IBL viene a sustituir el campeonato anteriormente conocido como Serie A1 y se compone de 8 equipos; los que finalizan en los primeros 4 lugares al final de la temporada acceden a la fase de playoffs, los ganadores de los cuales clasifican a una serie final a siete partidos, denominada Italian Baseball Series. El campeón de la IBL obtiene el derecho a participar en la Copa Europea de Béisbol.
La IBL es una liga que admite únicamente el uso de bates de madera, estando prohibidos los de material compuesto y de aluminio. Su ente rector es la Federazione Italiana Baseball Softball (en español, Federación Italiana de Béisbol y Sóftbol, conocida por su acrónimo FIBS), cuya sede se encuentra en Roma. Los clubes reciben el patrocinio económico de empresas privadas y semiprivadas, otorgando a cambio el derecho a éstas a adherir su marca o nombre comercial al de la franquicia, de una manera similar a como ocurre en la Organización Coreana de Béisbol.

## Historia
La IBL sustituye definitivamente a la Serie A1 -la antigua categoría de honor, activa desde 1948- debido a la aplicación del sistema de franquicias profesionales que entró en vigor en la temporada 2010 del campeonato italiano. La IBL contó, hasta ese año, con un formato de liga que obligaba al equipo en finalizar en última posición en la tabla clasificatoria a descender de categoría a la Serie A2 (Ligas menores), mientras que el campeón de la Serie A2 era promovido a la división de honor. Este esquema era similar al aplicado en la Serie A de fútbol. Sin embargo, a finales de 2009 la FIBS aprobó la decisión de eliminar el sistema de promoción y descenso de categoría a partir de la temporada 2010 y en su lugar aplicar un formato de franquicias fijas similar al utilizado en la MLB estadounidense. 
El primer campeonato de esta era fue ganado en 2007 por el Montepaschi Grosseto, cuando Avigliana Baseball descendió a la Serie A2. El siguiente, en 2008, fue ganado por San Marino Baseball Club, esta vez con Redipuglia BBC descendiendo a la Serie A2, mientras en 2009 la victoria fue de Fortitudo Bologna y el descenso para Reggio Baseball (Reggio Emilia).

## Sistema de competición
Tal como se anunció en 2010, la IBL introdujo en el torneo el llamado formato de franquicias, que no prevé descenso sino el derecho a participar en el campeonato de la máxima categoría. Ocho clubes se organizan en franquicias, manteniendo un equipo en la primera división y otro en la segunda división. Ambos equipos de cada franquicia pueden intercambiar jugadores libremente entre sí durante la temporada. Como consecuencia de la introducción del profesionalismo en la temporada 2010, se eliminó la antigua Serie A2 de béisbol, cuyo ganador era promovido a la antigua Serie A1, organizando en su lugar un torneo paralelo llamado Serie A Federal, de nivel amateur y cuyo campeón (denominado desde 2010 "Campeón italiano de béisbol") ya no es promovido a la IBL.
En la IBL participan actualmente 8 equipos; la temporada regular consta de 42 fechas, con cada equipo jugando dos series de 3 juegos contra cada uno de los otros 7 equipos. Los cuatro equipos que terminen con el mejor récord de la temporada regular avanzan a una segunda fase de playoffs. Los ganadores de su respectiva serie clasifican a la final, llamada Serie de Béisbol italiano, donde el mejor en 7 juegos obtiene el título de liga (Scudetto). 

### Reglamento para losfichajes
Para la temporada 2010, la FIBS impuso una restricción al número de visas concedidas a jugadores importados no comunitarios a un máximo de cuatro por equipo. Simultáneamente y de acuerdo con directivas de la Unión Europea y del Comité Olímpico Nacional Italiano (CONI), los ciudadanos de la UE tendrán los mismos derechos de un jugador con pasaporte italiano. La FIBS, sin embargo, debe cumplir los reglamentos del CONI, que obligan a colocar en el campo de juego a un mínimo de 6 jugadores ASI (esto es, formados en la Alleanza Sportiva Italiana) en todo momento de cada uno de los partidos. Esto incluye al lanzador, aunque en este último caso el reglamento aplica solamente en el segundo o tercer juego de cada serie particular. 
Los jugarores italianos califican como ASI solo si se han desarrollado en Italia o han jugado un mínimo de seis temporadas en alguna de las ligas italianas. Los jugadores que tengan ciudadanía europea tendrán los mismos derechos que los jugadores italianos no-ASI. Existen asimismo casos particulares de extranjeros que han desarrollado su carrera de beisbolista en Italia desde nivel Sub-15; en tal caso dichos extranjeros califican como ASI, pero solo pueden jugar respetando el límite impuesto a los cupos de importación.

### Alineación de lanzadores
En el primer juego de cada serie particular de tres juegos entre dos equipos cualesquiera, el montículo puede ser ocupado por lanzadores tanto importados no comunitarios como ASI o comunitarios, sin restricción. En cualquiera de los dos juegos restantes, el lanzador abridor puede ser todavía un importado, siempre que sea ciudadano UE; sin embargo las reglas obligan a colocar un abridor ASI en el juego restante. Por otra parte, cualquiera sea el juego en que el mánager coloque un lanzador ASI como abridor, los relevistas deberán ser también ASI. 

## Equipos participantes
Los equipos participantes en el torneo 2015 de primera división son:
| Equipo                     | Patrocinador                | Sede                                            |
| -------------------------- | --------------------------- | ----------------------------------------------- |
| Fortitudo Baseball Bologna | UnipolSai Assicurazioni     | Estadio Gianni Falchi, Bolonia                  |
| Baseball Godo Knights      | Rimorchi De Angelis         | Estadio Antonio Casadio, Godo de Russi (Rávena) |
| Città di Nettuno           | ninguno                     | Estadio Steno Borghese, Nettuno                 |
| Nettuno 2 Baseball         | Caffe Danesi                | Centro Giulio Onesti, Roma                      |
| Padova Baseball            | Tommasin                    | Campo Plebiscito, Padua                         |
| Parma Baseball             | Cariparma                   | Estadio "Quadrifoglio" Aldo Notari, Parma       |
| Rimini Baseball            | ninguno                     | Estadio dei Pirati, Rímini                      |
| San Marino Baseball Club   | T&A (Tecnología & Ambiente) | Estadio di Serravalle, República de San Marino  |

## Campeones históricos
| Año  | Campeón              | Manager    | Subcampeón           |
| ---- | -------------------- | ---------- | -------------------- |
| 2014 | UnipolSai Bologna    | M. Nanni   | Rimini Baseball Club |
| 2013 | T&A San Marino       | D. Bindi   | Rimini Baseball Club |
| 2012 | T&A San Marino       | D. Bindi   | Rimini Baseball Club |
| 2011 | T&A San Marino       | D. Bindi   | Danesi Nettuno       |
| 2010 | Cariparma Parma      | G. Gerali  | UGF Bologna          |
| 2009 | UGF Bologna          | M. Nanni   | T&A San Marino       |
| 2008 | T&A San Marino       | D. Bindi   | Danesi Nettuno       |
| 2007 | Montepaschi Grosseto | M. Mazzoti | Danesi Nettuno       |

| Año  | Campeón                | Manager     | Subcampeón               |
| ---- | ---------------------- | ----------- | ------------------------ |
| 2006 | Telemarket Rimini      | M. Romano   | Colonie Maremma Grosseto |
| 2005 | Italeri Bologna        | M. Mazzoti  | T&A San Marino           |
| 2004 | Prink Grosseto         | P. Medina   | Italeri Bologna          |
| 2003 | Italeri Bologna        | M. Mazzoti  | GB Ricambi Modena        |
| 2002 | Semenzato Rimini       | M. Romano   | Danesi Nettuno           |
| 2001 | Danesi Nettuno         | G. Faraone  | Semenzato Rimini         |
| 2000 | Semenzato Rimini       | M. Romano   | Danesi Nettuno           |
| 1999 | Semenzato Rimini       | M. Mazzoti  | Danesi Nettuno           |
| 1998 | Danesi Nettuno         | G. Faraone  | Semenzato Rimini         |
| 1997 | Cariparma Parma        | C. Corradi  | Danesi Nettuno           |
| 1996 | Danesi Nettuno         | G. Faraone  | Cariparma Parma          |
| 1995 | Cariparma Angels Parma | R. Waits    | Danesi Nettuno           |
| 1994 | Cariparma Angels Parma | R. Waits    | Danesi Nettuno           |
| 1993 | C.F.C. Nettuno         | G. Faraone  | Telemarket Rimini        |
| 1992 | Telemarket Rimini      | R. Waits    | Eurobuilding Bologna     |
| 1991 | Parma Angels           | F. González | Flower Gloves Verona     |
| 1990 | SCAC Nettuno           | G. Faraone  | Ronson Lenoir Rimini     |
| 1989 | Mamoli Grosseto        | V. Luciani  | Ronson Lenoir Rimini     |
| 1988 | Ronson Lenoir Rimini   | G. Sabat    | SCAC Nettuno             |
| 1987 | Trevi Rimini           | L. Carrión  | Mamoli Grosseto          |
| 1986 | Grohe Grosseto         | V. Luciani  | Trevi Rimini             |

| Año  | Campeón              | Manager             | Subcampeón            |
| ---- | -------------------- | ------------------- | --------------------- |
| 1985 | World Vision Parma   | S. Varriale         | BE.CA. Bologna        |
| 1984 | BE.CA. Bologna       | V. Luciani          | World Vision Parma    |
| 1983 | Papà Barzetti Rimini | S. Valdespino       | Nordmende Bologna     |
| 1982 | Parmalat Parma       | M. Stubbins         | Sicma Nettuno         |
| 1981 | Parmalat Parma       | M. Powers           | Papà Barzetti Rimini  |
| 1980 | Derbigum Rimini      | J. Mansilla         | Glen Grant Nettuno    |
| 1979 | Derbigum Rimini      | J. Mansilla         | Germal Parma          |
| 1978 | Biemme Bologna       | A. Meli             | Germal Parma          |
| 1977 | Germal Parma         | G. Montanini        | Derbigum Rimini       |
| 1976 | Germal Parma         | G. Montanini        | Colombo Nettuno       |
| 1975 | Cercosti Rimini      | R. Robinson         | Bernazzoli Parma      |
| 1974 | Montenegro Bologna   | R. Shone            | Colombo Nettuno       |
| 1973 | Glen Grant Nettuno   | G. Faraone          | Montenegro Bologna    |
| 1972 | Montenegro Bologna   | J.Strong R.Shone    | Bernazzoli Parma      |
| 1971 | Glen Grant Nettuno   | G. Faraone          | Bernazzoli Parma      |
| 1970 | Europhon Milano      | L. Cameroni         | Montenegro Bologna    |
| 1969 | Montenegro Bologna   | G. Zinno M. Monetti | Noalex Milano         |
| 1968 | Europhon Milano      | L. Cameroni         | Nettuno               |
| 1967 | Europhon Milano      | L. Cameroni         | Nettuno               |
| 1966 | Europhon Milano      | L. Cameroni         | Tanara Parma          |
| 1965 | Simmenthal Nettuno   | F. Camusi           | Europhon Milano       |
| 1964 | Simmenthal Nettuno   | F. Camusi           | Fortitudo Bologna     |
| 1963 | Simmenthal Nettuno   | F. Camusi           | Libertas Milano       |
| 1962 | Europhon Milano      | L. Cameroni         | Simmenthal Nettuno    |
| 1961 | Europhon Milano      | L. Cameroni         | Pirelli Milano        |
| 1960 | Seven Up Milano      | L. Cameroni         | Roma S.C.             |
| 1959 | Coca Cola Roma       | E. Sandulli         | Algida Nettuno        |
| 1958 | C.U.S. Milano        | L. Cameroni         | Libertas Inter Milano |
| 1957 | Chlorodont Nettuno   | F. Camusi           | Lazio Roma            |
| 1956 | Chlorodont Nettuno   | F. Camusi           | A.S. Roma             |
| 1955 | Lazio Roma           | J. Lubas            | Nettuno               |
| 1954 | Nettuno              | H. McGarity         | A.S. Roma             |
| 1953 | Nettuno              | H. McGarity         | Lazio Roma            |
| 1952 | Nettuno              | H. McGarity         | Libertas Roma         |
| 1951 | Nettuno              | L. Cameroni         | Libertas Roma         |
| 1950 | Libertas Roma        | J. Lubas            | U.S.C.M. Nettuno      |
| 1949 | LIB - B.C. Firenze   | D. Burks            | Ambrosiana Milano     |
| 1948 | Libertas Bologna     | J. Strong           | Milano                |